# Эндо, Юкио
Юкио Эндо (яп. 遠藤 幸雄 Эндо Юкио, 18 января 1937 — 25 марта 2009) — японский гимнаст, олимпийский чемпион и чемпион мира.

## Биография
Родился в 1937 году в Аките префектуры Акита; закончил Токийский педагогический университет (современный университет Цукуба).
В 1960 году на Олимпийских играх в Риме получил золотую медаль в составе команды. В 1962 году он завоевал две золотых, три серебряных и две бронзовых медали чемпионата мира.
В 1964 году на Олимпийских играх в Токио завоевал три золотых и одну серебряную медали. На чемпионате мира 1966 года он завоевал золотую и две серебряные медали.
В 1968 году на Олимпийских играх в Мехико стал обладателем ещё одной золотой и ещё одной серебряной медалей.
В 1999 году был включён в Международный зал славы спортивной гимнастики.